# Raz Degan
Raz Degan, es un actor y modelo israelí.

## Biografía
A los 21 años después de pasar tres años en el servicio militar del ejército israelí decidió convertirse en modelo.
En el 2008 salió con la actriz polaca Kasia Smutniak.
En el 2002 comenzó a salir con la conductora italiana Paola Barale, la relación terminó en el 2008 pero más tarde regresaron.

## Carrera
En 1994 Raz comenzó su carrera cuando hizo un cameo en la película Pret-a-Porter.
En 1996 interpretó al príncipe Demian, el hijo de los reyes Kurdock (Jürgen Prochnow) y Diomira (Anja Kruse) en la película Sorellina e il principe del sogno. Demian es obligado por su padre a entrenarse como guerrero y pronto se enamora de la joven Alisea.
En 1998 apareció en la miniserie Le ragazze di Piazza di Spagna donde interpretó al príncipe Forti di San Sebastiano.
En 1999 se unió al elenco de la película Titus donde dio vida a Alarbus, el hijo mayor de la reina goda Tamora (Jessica Lange).
En el 2002 interpretó a Jesus Christ en la obra de teatro Pilato sempre.
Ese mismo año en Italia abrió el "East West Gallery", una galería de arte que se centra en la promoción de los pintores jóvenes de todo el mundo.
En el 2004 dio vida al rey persa Darius III en la película Alexander.
En el 2009 se unió al elenco principal de la película italiana Barbarossa donde interpretó a Alberto da Giussano, un legendario guerrero güelfo italiano.
En el 2010 participó en la sexta temporada del programa italiano "Ballando con le stelle", su pareja fue la bailarina profesional Samantha Togni. 
Ese mismo año se convirtió en el conductor del programa italiano Mistero hasta la cuarta temporada en el 2011.
En el 2011 se unió al elenco principal de la película Forces spéciales donde interpretó a Ahmed Zaief, un impredecible líder talibán que ataca a las fuerzas especiales francesas cuando van a rescatar a la periodista Elsa a quien Zaief había secuestrado.

## Filmografía

### Películas
| Año  | Título                            | Personaje           | Notas |
| ---- | --------------------------------- | ------------------- | --- |
| 2012 | Omamamia                          | Silvio              | junto a Marianne Sägebrecht, Annette Frier, Miriam Stein, Giancarlo Giannini, Giovanni Esposito & Paul Barrett |
| 2011 | Forces spéciales                  | Ahmed Zaief         | junto a Diane Kruger, Djimon Hounsou, Benoît Magimel, Raphaël Personnaz, Mehdi Nebbou & Tchéky Karyo           |
| 2009 | Barbarossa                        | Alberto da Giussano | junto a Rutger Hauer, F. Murray Abraham, Christo Jivkov, Antonio Cupo, Cécile Cassel & Kasia Smutniak          |
| 2008 | Albakiara                         | Ispector Castri     | junto a Laura Gigante, Davide Rossi, Kelly Potts & Alessandro Haber                                            |
| 2007 | Centochiodi                       | Profesor            | junto a Luna Bendandi, Andrea Lanfredi, Amina Syed, Carlo Faroni, Luigi Galvani & Enrico Molinari              |
| 2004 | Alexander                         | Darius III          | junto a Colin Farrell, Val Kilmer, Anthony Hopkins, Jared Leto, Jonathan Rhys Meyers & Rory McCann             |
| 2001 | Giravolte                         | Bo                  | junto a Victor Cavallo, Emanuela Macchniz, Chiara Schoras, Vincenzo Pietroiaco & Massimo De Santis             |
| 1999 | Titus                             | Alarbus             | junto a Anthony Hopkins, Jessica Lange, Alan Cumming, Jonathan R. Meyers, Matthew Rhys & Angus Macfadyen       |
| 1998 | Coppia omicida                    | Vito                | junto a Raoul Bova, Laura Morante, Francesca Schiavo, Thomas Kretschmann & Jacques Sernas                      |
| 1996 | Squillo                           | Tony                | junto a Jennifer Driver, Paul Freeman, Bianca Koedam & Antonio Ballerio                                        |
| 1996 | Sorellina e il principe del sogno | Demian              | junto a Christopher Lee, Karel Roden, Veronica Logan, Jürgen Prochnow & Monica Bellucci                        |

### Series de Televisión
| Año         | Título                         | Personaje               | Notas        |
| ----------- | ------------------------------ | ----------------------- | ------------ |
| 2010 - 2013 | Mistero                        | -                       | 23 episodios |
| 1998        | Le ragazze di Piazza di Spagna | Forti di San Sebastiano | miniserie    |

### Director, Escritor, Productor, Editor&Cinematografía
| Año  | Título           | Notas                                                               |
| ---- | ---------------- | ------------------------------------------------------------------- |
| 2015 | The Last Shaman  | documental - director, escritor, editor, productor & cinematografía |
| 2014 | The Green Prince | documental - cinematografía                                         |

### Conductor&Apariciones
| Año  | Programa               | Notas       |
| ---- | ---------------------- | ----------- |
| 2010 | Ballando con le stelle | concursante |

## Premios y nominaciones
| Año  | Categoría                                                                 | Premio            | Película         | Resultado |
| ---- | ------------------------------------------------------------------------- | ----------------- | ---------------- | --------- |
| 2014 | Feature Documentary Films Competition (junto a Giora Bejach y Hans Fromm) | Golden Frog Award | The Green Prince | Nominados |